# Clarence Gray
Clarence Gray est un dessinateur américain né à Toledo dans l'Ohio le 14 novembre 1901, mort 5 janvier 1957.

## Biographie
Il commence sa carrière comme dessinateur sportif au Toledo News Bee.
Il crée en 1933 le comic strip Brick Bradford sur un scénario de William Ritt. Il dessinera cette série jusqu'en 1952.